# N 12 (Ukraine)
Die N 12 (kyrillisch Н 12) ist eine ukrainische Fernstraße „nationaler Bedeutung“. Sie führt von Sumy in südlicher Richtung nach Poltawa.
Die Straße beginnt in Sumy, führt durch Boromlja, Trostjanez, Ochtyrka, Kotelwa, Opischnja, Dykanka und endet in Poltawa.